# Клівер

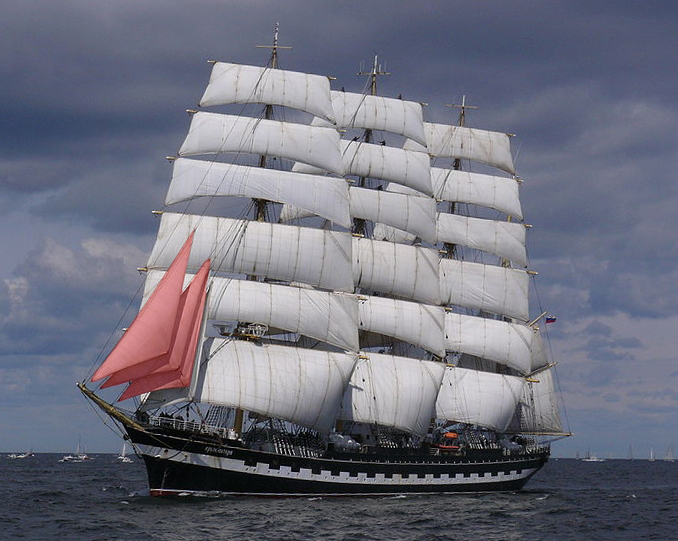
Клівери барка «Крузенштерн» (виділено червоним). Зліва направо: бом-клівер, мідель-клівер, клівер. Далі за клівером видно фор-стень-стаксель.

Клі́вер (нід. kluiver, від klauw — «кіготь, кільце», зміна у вимові під впливом kluif — «кістка з м'ясом») — косе трикутне вітрило, прикріплене до снасті, що йде від щогли до кінця бушприта.

1 Фока-стаксель
2 Фор-стень-стаксель
3 Клівер
4 Мідель-клівер
5 Бом-клівер
6 Летючий клівер

На великих вітрильних кораблях може бути декілька кліверів. У цьому випадку клівер, що знаходиться попереду і кріпиться до утлегаря, зветься бом-клівером. У разі використовування трьох кліверів середній клівер називається мідель-клівером. Ззаду клівера, найближче до щогли, знаходиться фор-стень-стаксель. Трикутне вітрило збільшеної площі, що використовується на яхтах при малому вітрі, називають балун-клівер (англ. balloon jib — «клівер-повітряна куля»).
Кріпиться клівер за допомогою спеціальної снасті — клівер-леєра (у бом-клівера називається відповідно бом-клівер-леєр, у мідель-клівера — мідель-клівер-леєр). Клівер-леєр кріпиться сплесенем до скоби ракс-бугеля (колись замість ракс-бугеля використовувалися залізні клівер-ринги і бом-клівер-ринги) на утлегарі, йде догори до фор-салінга, і далі двома гілками по боках стеньги до блоків. Обидві гілки споряджені коушами, тягнуться по фордунах донизу гі́нцями до обох бортів. По леєру ходять металеві кільця або півкільця — ракси, до яких прив'язується передня шкаторина клівера. До фалового кута кріпиться фал, що проходить через блок на щоглі (стеньзі), до шкотового — шкот, до галсового — галс. Клівер-галс проходить в обух ракс-бугеля, потім у шків на ноку утлегаря, далі в шків мартин-гіка, і нарешті до вбитого в борт обуха. Для спуску клівера застосовується нірал, що кріпиться також до фалового кута.
Вираз «клівер забрав» означає, що клівер, винесений при повороті на вітер, надувся. «Клівер-шкот прихопити» — команда, за якою вибирають підвітряний клівер-шкот.